# 半天岩紫雲寺
23°27′44″N 120°35′43″E / 23.462149°N 120.595365°E
半天岩紫雲寺，或稱半天巖紫雲寺，是臺灣嘉義縣番路鄉的佛寺，為嘉義縣文化資產、縣定古蹟，建築採五開間二進二廊帶左右護龍、座西北朝東南。

## 歷史
對於創寺的傳說在當地有數種版本。有版本是以前有三位比丘各揹著一尊觀音菩薩像一同來台，各尋一地立寺，大媽落腳在赤山巖（台南六甲赤山龍湖巖）、二媽安居在火山岩（白河關子嶺火山大仙寺），三媽結茅在半天岩。另一種版本是前中國佛教會理事長白聖長老根據能元和尚所寫之沿革，說有一名七十餘歲的僧侶在清康熙二十一年（1682年）來此，嘆曰：「此勝地也，宜為蘭若。」於是斬荊棘闢草萊，結茅其間，再由南海普陀山迎請觀音聖像而供奉之。因僧從遠望此境，高接雲天，遂名為半天岩；又以山間之雲常現紫色，取寺為紫雲寺。
自創建以來，可查的興修紀錄共八次。乾隆三十年（1765年）的阿里山通事陳密武告示的〈嚴禁謀奪佛祖香燈碑記〉可知此為紫雲寺擴展的第一階段。〈半天岩重建碑記〉記載在道光十九年（1839年）嘉義發生地震，導致寺傾倒十餘年，直至牛斗山首事郭濯海接手重建，歷時四年方在咸豐五年（1855年）完成。1904年的斗六地震、1906年的梅山地震，再度使紫雲寺傾倒十餘年，於1920年由第二任管理人林猛與曾任通事及公田庄區長的劉闊主持重修，在1923年完成。但1941年的中埔地震，使甫修完畢的紫雲寺夷為平地。1947年，劉闊之子劉再生與林猛之子林橘完成第四次重修，之後紫雲寺建築一直保留到至今，期間雖翻修屋頂，不影響建築本體。
戰後，本寺本為天乙法師等比丘尼所主持。1985年由內政部公告為第三級古蹟，受《文化資產保存法》 保護，其後修繕都以修復為主，本體依舊維持1947年的形貌。1989年，地方收回管理權，比丘尼僧團退出。僧團後來在吳大海居士的協助下，到嘉義縣民雄鄉創建海恩淨寺。

## 供奉聖真
正殿之內殿主祀：黑面觀世音菩薩（觀音佛祖），並分為：大媽、二媽、三媽。
另三座觀音後方，又安奉三寶佛（釋迦牟尼佛、藥師琉璃光佛、阿彌陀佛）。
山門殿安奉準提佛母菩薩，被視為：佛母總廟、五母聖地之一。
右護龍廂房安奉文殊菩薩，左護龍廂房安奉普賢菩薩。

## 外部連結
- 官方网站（页面存档备份，存于）
- 半天岩紫雲寺的Facebook專頁
- 半天巖紫雲寺——文化部文化資產局（页面存档备份，存于）